# (7552) Sephton
(7552) Sephton – planetoida z pasa głównego asteroid okrążająca Słońce w ciągu 4 lat i 29 dni w średniej odległości 2,55 j.a. Została odkryta 2 marca 1981 roku w Siding Spring Observatory w Australii przez Schelte Busa. Nazwa planetoidy pochodzi od Marka A. Sephtona (ur. 1966), badacza organicznej geochemii i meteorytów na Imperial College w Londynie. Przed nadaniem nazwy planetoida nosiła oznaczenie tymczasowe (7552) 1981 EB27.